# Rio Gherpălocul Mare
O Rio Gherpălocul Mare é um rio da Romênia, afluente do Belcina, localizado no distrito de Harghita.